# 死んだ労働
死んだ労働（しんだろうどう、独 tote Arbeit）とは、マルクス経済学において、ある一つの生産部門において、投ぜられる機械・材料などにあらかじめ投ぜられた労働のこと。対象化された労働。対義語は生きた労働。カール・マルクスが『資本論』の中でこのように呼んだことで広くマルクス経済学の領域で使われるようになった表現である。不変資本と言い換えることもできる。